# کهن‌دار (سرده)
کهن‌دار (نام علمی: Ginkgo) نام یک سرده از تیره کهن‌داریان است.